# Уичерли, Уильям
Уильям Уичерли (англ. William Wycherley, ок. 1640 — 31 декабря 1715) — английский драматург эпохи Реставрации.

## Биография
Уильям Уичерли родился около 1640 года; происходил из богатой и знатной семьи. Учился во Франции. Юрист по специальности. 
Во время второй войны с Голландией Уичерли был во флоте и участвовал в разгроме неприятеля при Лоустофте (июнь 1665). Писать начал Уичерли рано; ещё будучи во Франции, он в 1659 году написал свою первую комедию «Любовь в лесу, или Сент-Джемский парк» (Love in a Wood, or St. James’s Park), которая была поставлена на сцене лишь в 1671 году (изд. 1672). В следующем году (1672) была поставлена комедия «Джентльмен танцмейстер» (The Gentleman Dancing-Master, 1673). С большим успехом прошли комедии «Провинциалка» (The Country Wife, написана в 1672, поставлена в 1675) и «Прямодушный» (The Plain Dealer, написана в 1665, поставлена в 1677), на которых зиждется известность Уичерли. В 1704 году Уичерли выпустил сборник посредственных стихов (Miscellany poems).
Комедии Уичерли, поставленные в промежутке между 1673—75 годами, довели славу его до апогея; но его женитьба в 1675 году отвратила от него навсегда милость двора. С тех пор он жил очень несчастливо; жена его скоро умерла, и оставленное ею большое состояние перешло к её родственникам после длинного процесса, поглотившего все личное состояние Уичерли. Только благодаря заступничеству Якова II, заплатившего часть его долгов, он избежал тюрьмы. В последние годы жизни он сошелся с только что выступавшим на литературное поприще Поупом, который исправлял его никуда не годные старческие стихи. Уичерли умер в 1715 году, совершенно забытый современниками. За 2 недели до смерти он женился на молодой девушке. 
Произведения Уичерли чрезвычайно ярко отражают жизнь аристократии в период её окончательного разложения. Развращённость высших слоев общества (включая и представителей буржуазии) изображается писателем с крайним натурализмом. Лучшая комедия Уичерли «Прямодушный», написанная под непосредственным влиянием «Мизантропа» Мольера, даёт неприглядную картину низости и испорченности, царящих в свете. Не следует видеть в Уичерли сознательного критика общественных пороков, так как на самом деле писатель искренно увлекается циничными описаниями изображаемой им среды; этой среде Уичерли ничего не противопоставляет; его излюбленный герой Мэнли («Прямодушный») по существу выделяется лишь грубой прямотой, будучи в остальном не лучше других выводимых писателем типов. Достоинствами комедий Уичерли является их занимательная фабула и мастерски сделанные диалоги. На творчестве Уичерли сказалось также влияние испанской комедии интриги и итальянского фарса.

## Интересные факты
Возможно, именно Уильям Уичерли является создателем слова «nincompoop» (простофиля). Оксфордский словарь английского языка утверждает, что он в 1672 году впервые употребил слово «happy-go-lucky» (шалопай, бесшабашный, беззаботный человек).